# Anotylus neotomae
Anotylus neotomae är en skalbaggsart som först beskrevs av Hatch 1957.  Anotylus neotomae ingår i släktet Anotylus och familjen kortvingar. Inga underarter finns listade i Catalogue of Life.